# Peter Liepa
Peter Liepa (Toronto, 1953) è un autore di videogiochi canadese.
È conosciuto per aver realizzato insieme a Chris Gray il celebre videogioco Boulder Dash del 1984, primo capitolo di una lunga serie di titoli usciti per vari home computer e console nel corso degli anni.